# Walerian Bakradze
Walerian Bakradze (gruz. ვალერიან ბაქრაძე, ur. 1901 we wsi Sewa w Gruzji, zm. 1971) – radziecki i gruziński polityk, przewodniczący Rady Komisarzy Ludowych (1937–1946) i dwukrotny przewodniczący Rady Ministrów Gruzińskiej SRR – w 1946 i 1953 roku.
W 1921 wstąpił do RKP(b) i Armii Czerwonej (służył w niej do 1923), sekretarz komitetu powiatowego, później okręgowego i rejonowego Komunistycznej Partii (bolszewików) Gruzji, na początku lat 30. XX wieku kierownik wydziału agitacji i masowych kampanii KC KP(b)G. Od 1934 przewodniczący komitetu wykonawczego Rady Miasta Tbilisi, od grudnia 1934 do lipca 1947 II sekretarz KC KP(b)G. W latach 1934–1953 członek KC KP(b)G. Następnie przewodniczący Rady Komisarzy Ludowych Gruzińskiej SRR; w 1946 Rada Komisarzy Ludowych została przemianowana na Radę Ministrów. Stanowisko przewodniczącego zajmował do grudnia 1946. Od 21 marca 1939 do 3 lutego 1954 kandydat na członka KC WKP(b)/KPZR. Od grudnia 1946 do 6 kwietnia 1952 wiceprzewodniczący Rady Ministrów Gruzińskiej SRR i równocześnie minister przemysłu spożywczego tej republiki, od 6 kwietnia 1952 do 15 kwietnia 1953 I zastępca przewodniczącego Rady Ministrów Gruzińskiej SRR, następnie do 21 września 1953 ponownie premier Gruzińskiej SRR.

## Odznaczenia
- Order Lenina (trzykrotnie)
- Order Wojny Ojczyźnianej I klasy
- Order Czerwonego Sztandaru